# Pseudobryobia bakeri
Pseudobryobia bakeri är en spindeldjursart som beskrevs av McGregor 1950. Pseudobryobia bakeri ingår i släktet Pseudobryobia och familjen Tetranychidae. Inga underarter finns listade i Catalogue of Life.